# Денятинское сельское поселение
Денятинское сельское поселение — муниципальное образование в Меленковском районе Владимирской области.
Административный центр — село Денятино.

## География
Территория поселения расположена в северо-восточной части района.

## История
В 1969 году центр Пруднинского сельсовета был перенесен в село Денятино, а сельсовет переименован в Денятинский.
Денятинское сельское поселение образовано 13 мая 2005 года в соответствии с Законом Владимирской области № 57-ОЗ. В его состав вошли территории бывших Денятинского, Левинского и Папулинского сельсоветов.

## Население
| 2010  | 2011  | 2012  | 2013  | 2014  | 2015  | 2016  | 2017  | 2018  |
| ----- | ----- | ----- | ----- | ----- | ----- | ----- | ----- | ----- |
| 2407  | ↘2392 | ↘2387 | ↗2424 | ↘2379 | ↘2328 | ↘2314 | ↘2261 | ↘2243 |
| 2019  | 2020  | 2021  |       |       |       |       |       |       |
| ↘2199 | ↘2132 | ↗2370 |       |       |       |       |       |       |

## Состав сельского поселения
В состав поселения входит 21 населённый пункт:
| №  | Населённый пункт | Тип населённого пункта          | Население |
| -- | ---------------- | ------------------------------- | --------- |
| 1  | Абрамово         | деревня                         | ↗20       |
| 2  | Александрино     | деревня                         | ↘44       |
| 3  | Амосово          | посёлок                         | ↗18       |
| 4  | Барсуки          | деревня                         | ↘3        |
| 5  | Бойцево          | деревня                         | ↗83       |
| 6  | Выползово        | село                            | ↘4        |
| 7  | Городищи         | деревня                         | ↗19       |
| 8  | Денятино         | деревня, административный центр | ↗648      |
| 9  | Кондаково        | деревня                         | ↘140      |
| 10 | Красново         | деревня                         | ↘25       |
| 11 | Левино           | деревня                         | ↘360      |
| 12 | Лужи             | деревня                         | ↗35       |
| 13 | Ново-Барсуково   | село                            | ↗12       |
| 14 | Озорново         | деревня                         | ↗18       |
| 15 | Орловка          | деревня                         | ↘15       |
| 16 | Папулино         | деревня                         | ↘567      |
| 17 | Просеницы        | деревня                         | ↘35       |
| 18 | Прудня           | деревня                         | ↗135      |
| 19 | Рождествено      | деревня                         | ↘129      |
| 20 | Хольково         | деревня                         | →5        |
| 21 | Чабышево         | деревня                         | ↗55       |